# ميجو أشيرو
ميجو أشيرو (باليابانية: 亜城めぐ) مواليد 10 أغسطس 1978، هي مؤدية أصوات يابانية.

## الأعمال

### أنمي
- غريت تيتشر أونيزوكا
- مونستر
- ريد غاردن
- كيرو

### ألعاب
- الماسة الزرقاء

## وصلات خارجية
- ميجو أشيرو على موقع IMDb (الإنجليزية)
- ميجو أشيرو على موقع ميوزك برينز (الإنجليزية)
- ميجو أشيرو على موقع قاعدة بيانات الفيلم (الإنجليزية)